# كلارنس ويلسون
كلارنس ويلسون (بالإنجليزية: Clarence Wilson)‏ (و. 1876 – 1941 م) هو ممثل، من الولايات المتحدة الأمريكية، ولد في سينسيناتي، أوهايو، توفي في هوليوود، كاليفورنيا، عن عمر يناهز 65 عاماً.

## وصلات خارجية
- كلارنس ويلسون على موقع IMDb (الإنجليزية)
- كلارنس ويلسون على موقع تيرنر كلاسيك موفيز (الإنجليزية)
- كلارنس ويلسون على موقع أول موفي (الإنجليزية)
- كلارنس ويلسون على موقع قاعدة بيانات برودواي على الإنترنت (الإنجليزية)
- كلارنس ويلسون على موقع قاعدة بيانات الأفلام السويدية (السويدية)
- كلارنس ويلسون على موقع قاعدة بيانات الفيلم (الإنجليزية)
- كلارنس ويلسون على موقع كينوبويسك (الروسية)